# ماریو بیانکی
ماریو بیانکی (ایتالیایی: Mario Bianchi؛ ‏ ۷ ژانویهٔ ۱۹۳۹ - ۱۲ آوریل ۲۰۲۲) یک کارگردان فیلم، تهیه‌کننده فیلم، نویسنده اهل ایتالیا بود.

## گزیدهٔ فیلم‌شناسی
- زنی برای نظاره (۱۹۹۰)
- عروسک شیطان (۱۹۸۳)
- بیا، بیا پیشم عشق من (۱۹۸۳)
- سفیدبرفی و همراهان (۱۹۸۲)
- امانوئل در ییلاق (۱۹۸۲)
- خانم دکتر روستا (۱۹۸۱)
- ضیافت تراژیک (۱۹۷۲)